# Caloptilia laurifoliae
Caloptilia laurifoliae là một loài bướm đêm thuộc họ Gracillariidae. Nó được tìm thấy ở quần đảo Canaria và Madeira.
Ấu trùng ăn Laurus azorica. Chúng ăn lá nơi chúng làm tổ.